# Aleksandra Piotrowska
Aleksandra Piotrowska (* 1. November 2004) ist eine polnische Leichtathletin, die sich auf den Sprint spezialisiert hat.

## Sportliche Laufbahn
Erste internationale Erfahrungen sammelte Aleksandra Piotrowska im Jahr 2022, als sie mit der polnischen 4-mal-100-Meter-Staffel bei den U20-Weltmeisterschaften in Cali mit 45,14 s im Vorlauf ausschied. Im Jahr darauf schied sie bei den U20-Europameisterschaften in Jerusalem nach einem Sturz nach 1:18,80 min in der ersten Runde im 100-Meter-Lauf aus und 2025 schied sie bei den Halleneuropameisterschaften in Apeldoorn mit 7,30 s in der Vorrunde über 60 Meter aus. Anschließend sicherte sie der polnischen 4-mal-100-Meter-Staffel bei den World Athletics Relays in Guangzhou einen Startplatz für die Weltmeisterschaften in Tokio. Im Juli belegte sie bei den U23-Europameisterschaften in Bergen in 11,61 s den siebten Platz über 100 Meter und wurde mit der Staffel im Finale disqualifiziert. 

## Persönliche Bestleistungen
- 100 Meter: 11,34 s (+1,6 m/s), 13. Juli 2024 in Lublin
  - 60 Meter (Halle): 7,29 s, 17. Februar 2024 in Toruń